# René Adler
René Adler (Leipzig, 15 de janeiro de 1985) é um ex-futebolista alemão que atuava como goleiro.

## Carreira
Adler começou a carreira profissional no Bayer Leverkusen, estando desde 2000 no clube, primeiramente em sua equipe B, da qual era capitão. Seus bons desempenhos nas equipes de base da Seleção Alemã lhe fizeram ganhar a atenção de Chelsea e Arsenal. 
Ganhou então sua primeira chance na equipe principal no dia 25 de fevereiro de 2007, substituindo o suspenso goleiro titular, Hans-Jörg Butt. Defendeu dez chutes do adversário, o Schalke 04, que nessa partida viu sua invencibilidade de 13 jogos cair (o Bayer venceu por 1 a 0, marcando aos 40 minutos do segundo tempo), e Adler também ajudou sua equipe a quebrar a invencibilidade de 5 jogos do Stuttgart e da série de 4 vitórias seguidas do Hamburgo, defendendo pênalti de Rafael van der Vaart.

## Seleção Alemã
Adler foi convocado em 16 de maio de 2008 pelo técnico Joachim Löw para a disputa da Euro 2008.
Seria o goleiro titular da Seleção Alemã na Copa do Mundo da África do Sul, porém, uma lesão o tirou do torneio às vésperas da convocação final de Joachim Löw. Recuperado da lesão, voltou a ser chamado nas convocações de Löw, mas como reserva de Manuel Neuer.